# خال‌سفید پرخال
خال‌سفید پرخال (نام علمی: Pardalotus punctatus) نام یک گونه از سرده خال‌سفید است.